# Tiny Toon Adventures 2: Montana's Movie Madness
Tiny Toon Adventures 2: Montana's Movie Madness est un jeu vidéo de plates-formes et d’aventure développé et édité par Konami, sorti en 1993 sur Game Boy.

## Accueil
- Electronic Gaming Monthly : 38/50[1]